# Atlantische Hurrikansaison 2003
Die Atlantische Hurrikansaison 2003 dauerte offiziell vom 1. Juni bis zum 30. November. Sie begann jedoch mit einem Frühstart, da sich am 20. April 2003 der Tropische Sturm Ana bildete, und sie endete erst am 11. Dezember mit der Auflösung des Tropischen Sturms Peter. Die Saison 2003 war die erste Hurrikansaison in fünfzig Jahren, in der sowohl vor Beginn als auch nach Ende der offiziellen Saison Stürme auftraten.
Insgesamt entstanden 21 tropische Tiefdruckgebiete, 16 Tropische Stürme und sieben Hurrikane, von denen sich drei zu schweren Hurrikanen der Kategorie drei oder hoher entwickelten. Der stärkste Sturm des Jahres war Hurrikan Isabel; er erreichte die fünfte Kategorie der Saffir-Simpson-Hurrikan-Windskala und verursachte 3,6 Milliarden Dollar Sachschäden, 51 Menschen verloren durch diesen Hurrikan ihr Leben.
Weitere Hurrikane mit Landauswirkungen waren: Hurrikan Fabian traf Anfang September die Bermudas als ein Kategorie-3-Hurrikan. Fabian war der stärkste Wirbelsturm, der diese Inselgruppe seit 1926 getroffen hatte. Der Hurrikan verursachte einen Sachschaden von 300 Millionen US-Dollar und tötete vier Menschen. Hurrikan Juan traf Nova Scotia und Halifax als Kategorie-2-Hurrikan und war damit der stärkste Sturm der Region seit 1893. Die tropischen Stürme Claudette und Erika trafen auf Texas.

## Saisonprognosen

### Prognosen vor Beginn der Saison
Der bekannte Hurrikan-Experte William M. Gray sagte am 4. April zwölf Stürme voraus, von denen acht Hurrikanstärke erreichen sollten. Von diesen Acht sollten drei Stürme mindestens Kategorie Drei erreichen.
Die Voraussagen der National Oceanic and Atmospheric Administration (NOAA) vom 19. Mai 2003 sagten 11 bis 15 Tropische Stürme, sechs bis sieben kleine Hurrikane und zwei bis vier Hurrikane, die mindestens Kategorie Zwei auf der Saffir-Simpson-Hurrikan-Windskala erreichen, voraus. Insgesamt gingen die Voraussagen von einer 55-prozentigen Wahrscheinlichkeit einer erhöhten Hurrikangefahr aus, was auf das El-Niño-Phänomen, welches sich in dieser Zeit entwickelte, zurückzuführen ist.
Weitere Voraussagen vom 30. Mai orientierten sich in ihren Interpretationen an William M. Gray. Sie gaben die Hurrikansaisons von 1952, 1954, 1964, 1966 und 1998 als vermutlich ähnlich verlaufene Saisons an. Die Prognosen sprachen außerdem von einer 68-prozentige Wahrscheinlichkeit eines Hurrikans über US-Gebiet.

### Prognosen im Laufe der Saison
Am 6. August gab Gray bekannt, dass seine Prognosen vor Beginn der Saison zutreffend waren. Einen Tag später veröffentlichte die NOAA eine modifizierte Voraussage mit einer 60-prozentigen Wahrscheinlichkeit einer erhöhten Hurrikan-Aktivität. Sie erwarteten 12 bis 15 Stürme, sieben bis neun Hurrikane und drei bis vier starke Hurrikane.

## Stürme

### Tropischer Sturm Ana
Ein nicht-tropisches Tiefdruckgebiet entwickelte sich am 18. April durch den wechselseitigen Einfluss eines Höhentroges und einer bodennahen Troglinie etwa 390 Kilometer südsüdwestlich der Bermudas. Zunächst zog es nordwestwärts, driftete dann jedoch nach Südosten ab. Am 20. April entwickelte die Störung eine Zirkulation und wurde als Subtropischer Sturm Ana eingestuft. Zu diesem Zeitpunkt befand sich das System westlich der Bermudas. Am 21. April entwickelte der Sturm tropische Eigenschaften und erreichte Windgeschwindigkeiten von 95 km/h. Schließlich zog der Sturm ostwärts über den Atlantik und traf am 24. April auf eine Kaltfront, verlor an Stärke und löste sich schließlich auf. Ana zog nur über Wasser und richtete somit keine direkten Schäden an. Jedoch kenterte ein Boot bei Jupiter Inlet, Florida durch die Dünung, die von Ana verursacht wurde und die zweiköpfige Besatzung ertrank. Anas Resttief brachte außerdem stärkere Regenfälle auf die Azoren und ins Vereinigte Königreich.
Als Ana zunächst ein subtropischer Sturm wurde, war dies nach einem subtropischen Sturm 1992 erst der zweite subtropische Sturm im April. Der Übergang in einen tropischen Sturm machte Ana zum ersten tropischen Sturm seit Beginn der systematischen Wetteraufzeichnungen, der im April entstand. Auf Bermuda brachte der Sturm Niederschläge von 67 mm.

### Tropisches Tiefdruckgebiet Zwei
Am 6. Juni löste sich eine tropische Welle von der Küste Westafrikas. Diese zog an einem niedrigen Breitengrad nach Westen, als eine Störung an der Wellenachse sich am 9. Juni besser organisierte, da die Bedingungen in der Umgebung trotz der Jahreszeit günstig waren. Anfänglich fehlte dem System eine gut definierte Bodenzirkulation, die Konvektion nahm am 10. Juni jedoch zu und das System wurde am frühen 11. Juni im mittleren tropischen Atlantik als Tropisches Tiefdruckgebiet Zwei klassifiziert. Es war erst das dritte Mal, dass die Bildung eines tropischen Tiefs im Juni östlich der Inseln über dem Winde verzeichnet wurde – die beiden anderen waren Ana 1979 und der zweite Sturm von 1933.
Zunächst wurde vorhergesagt, dass sich dieses System in einen tropischen Sturm entwickeln würde, da Ausströmung und einige Regenbänder gut ausgebildet waren und Satellitenbeobachtungen vom 11. Juni deuteten darauf hin, dass es kurz davor war, diesen Status zu erlangen. Die Konvektion fiel jedoch zusammen und wurde nordöstlich des Zentrums versetzt und spät am 11. Juni degenerierte das Tiefdruckgebiet in eine offene tropische Welle, etwa 1535 km ostsüdöstlich von Barbados. Als solche unterhielt sie eine gut ausgebildete Bodenzirkulation, starke Windscherung verhinderte jedoch die Wiederentwicklung. Am 13. Juni passierten die Reste der Welle die Kleinen Antillen und zogen weiter westwärts durch das Karibische Meer.

### Tropischer Sturm Bill
Der tropische Sturm Bill entwickelte sich am 29. Juni aus einer tropischen Welle nördlich der Halbinsel Yucatán vor der Küste Mexikos. Das System zog nordwärts und erreichte kurz vor dem Landfall 43 km westlich von Chauvin, Louisiana seinen Höhepunkt mit Windgeschwindigkeiten von bis zu 95 Kilometern pro Stunde. Bill schwächte sich über Land sehr schnell ab, traf jedoch auf eine Kaltfront und dadurch entstanden 34 Tornados. Bill wurde am 2. Juni zurückgestuft und von der Kaltfront absorbiert.
Mit dem Auftreffen auf Land kam es zu einer Sturmflut in Louisiana. Im Nordosten des Staates kam es zu einem Deichbruch und dadurch zu Überschwemmungen. Der Wind riss Bäume um, wodurch Häuser getroffen und einige Stromleitungen beschädigt wurden. Hunderttausende waren vorübergehend ohne Strom. Insgesamt richtete Bill einen Sachschaden in Höhe von 50 Millionen US-Dollar an und tötete vier Menschen.

### Hurrikan Claudette
Eine gut organisierte tropische Welle zog am 7. Juli schnell über die Kleinen Antillen hinweg. Sie erzeugte zwar Wind in Sturmstärke, konnte jedoch keine Bodenzirkulation aufbauen. In der Karibischen See angekommen, gelang die Organisation besser und am 8. Juli entwickelte sich das System südlich der Dominikanischen Republik zum Tropischen Sturm Claudette. Die Stärke des tropischen Sturms schwankte in den folgenden Tagen. Nachdem Claudette für kurze Zeit am 10. Juli zum ersten Hurrikan der Saison wurde, schwächte sich das System ab und traf Puerto Morelos auf der Halbinsel Yucatán am 11. Juli als tropischer Sturm. Weil die Windscherung mäßig war, blieb der Sturm zunächst disorganisiert, konnte aber dann, nachdem er westnordwestlich abgeschwenkt war vor der Küste von Texas am 15. Juli erneut die Stärke eines Hurrikans erreichen. Beim Landfall auf Matagorda Island erreicht der Sturm seine Spitzenwind von 145 km/h. Über Land schwächte sich Claudette langsam ab und zog über den Norden von Tamaulipas, bevor das System sich im nordwestlichen Chihuahua auflöste.
Das vorausgehende Tief verursachte auf den Kleinen Antillen geringere Schäden, die Wellen des Hurrikans verursachten vor der Küste Floridas einen indirekten Todesfall. Ausgedehnte Überflutungen und böige Winde zerstörten oder beschädigten schwer 412 Gebäude im Südosten Floridas, mehr als weitere 1346 Gebäude wurden leichter beschädigt. An der Küste führte der Hurrikan örtlich zu starker Küstenerosion. Der starke Wind entwurzelte an der Küste zahlreiche Bäume, der Sachschaden wurde auf $180 Millionen US-Dollar beziffert.

### Hurrikan Danny
Eine tropische Welle löste sich von der Küste Westafrikas am 9. Juli. Der nördliche Teil der Welle wanderte nach West-Nordwesten, und an der Wellenachse bildete sich am 13. Juli ein Konvektionsgebiet. Das System entwickelte sich langsam und nachdem sich eine geschlossene Bodenzirkulation gebildet hatte, wurde das System als Tropisches Tiefdruckgebiet Fünf klassifiziert, etwa 1020 km östlich von Bermuda. Es entwickelt sich rasch und wurde schon am Tag nach seiner Entstehung zum tropischen Sturm. Danny zog an der Peripherie einer Antizyklone nordwestwärts, bevor er nach Norden und später nach Nordosten schwenkte. Obwohl sich Danny schon relativ weit nördlich befand, setzte der Sturm seine Intensivierung dank ungewöhnlich warmer Wassertemperaturen fort und erreichte am 19. Juli etwa 850 km südlich von St. John’s Hurrikanstatus.
Die Windscherung nahm am nächsten Tag zu, als der Hurrikan nach Osten dreht und löste einen stetigen Trend zur Abschwächung aus. Dieser beschleunigte sich, als das System über kühleres Wasser gelangte. Am 20. Juli zog Danny nach Südosten, hatte sich aber bereits zu einem tropischen Sturm abgeschwächt. Am 21. Juli degenerierte das System zum Resttief, das auf einem umherirrenden Kurs nach Südwesten zog und sich schließlich am 27. Juli völlig auflöste, als es sich etwa 1015 km östlich der Stelle befand, an der das System sich entwickelte. Im Zusammenhang mit Danny wurden keine Schäden an Sachen und Personen gemeldet.

### Tropisches Tiefdruckgebiet Sechs
Eine tropische Welle wanderte am 14. Juli vor der westafrikanischen Küste westwärts. Sie wanderte stetig in westlicher Richtung. Schließlich entwickelte sich eine Gewitterzone, da die Bedingungen in der Höhe vorteilhaft für eine Entwicklung waren, sodass das National Hurricane Center spät am 19. Juli das Tropische Tiefdruckgebiet Sechs klassifizierte, etwa 1675 km östlich der Inseln über dem Winde. Von da an unterhielt das Tiefdruckgebiet schlecht definierte Regenbänder nördlich und südlich des Zentrums. Ursprünglich wurde angenommen, dass das System Hurrikanstärke erreichen würde, bevor es die Inseln über dem Winde passieren würde. Mit dem warmen Wasser und der vorhergesagten sehr leichten Windscherung erfüllten die Bedingungen in der Umgebung vier der fünf Parameter für eine rapide Intensivierung. Die Konvektion ging jedoch zurück, als eine Folge von kalter Luft und durch die Instabilität als Ergebnis einer Störung südöstlich des Systems.
Aufgrund der hohen Vorwärtsgeschwindigkeit wurde die Bestimmung einer bodennahen Zirkulation schwierig. Die Konvektion nahm am 21. Juli wieder zu, und mehrere Inseln der Kleinen Antillen gaben Sturmwarnungen aus. Nachdem das System nördlich an Barbados vorbeigezogen war, konnte ein Aufklärungsflug durch Hurrikanjäger keine geschlossene bodennahe Zirkulation mehr feststellen, weswegen angenommen wurde, dass sich das System spät am 21. Juli in eine offene tropische Welle degeneriert hatte. Das Resttief brachte Schauertätigkeit für den Inselbogen; eine erneute Entwicklung wurde im Karibischen Meer jedoch durch stärkere Windscherung verhindert. Der nördliche Teil der Wellenachse trennte sich dann ab und entwickelte sich zum Tropischen Tiefdruckgebiet Sieben.

### Tropisches Tiefdruckgebiet Sieben
Eine tropische Welle reagierte mit einem Höhentief und bildete am 23. Juli in der Nähe von Hispaniola ein Gebiet mit tiefer Konvektion. Als das System nord-nordwestwärts zog, entwickelte sich eine Zirkulation am Boden und in mittlerer Höhe. Basiert auf Beobachtungen am Boden und durch Satelliten wird geschätzt, dass sich das siebte tropische Tiefdruckgebiet am 25. Juli um 12:00 Uhr UTC gebildet hat, etwa 95 km östlich von Daytona Beach, Florida. Das Tiefdruckgebiet war in eine Umgebung eingebettet, die durch einen hohen Bodenluftdruck charakterisiert war. Durch ein Gebiet ziehend, in dem die Wasseroberflächentemperaturen niedrig waren, konnte das System keine höheren Windgeschwindigkeiten aufbauen, zumal die Windbedingungen in der Höhe nicht vorteilhaft waren. Früh am 26. Juli zog das Tiefdruckgebiet bei St. Catherines Island, Georgia über Land und schwächte sich bis zur Auflösung einen Tag später stetig ab. An der Küste zwischen Florida und North Carolina verursachte das System leichten bis mäßigen Regen, der mit einer Regenmenge von 130 mm in Savannah, Georgia am stärksten war. Das System hat nicht zu gemeldeten Schäden oder Opfern geführt.

### Hurrikan Erika
Das Vorläufersystem zu Hurrikan Erika wurde erstmals als nichttropisches Tiefdruckgebiet beobachtet, als es sich am 9. August etwa 1860 km östlich von Bermuda befand. Es wanderte schnell südwestwärts, gemeinsam mit einem Höhentief, das die tropische Entwicklung verhinderte. Am 13. August verbesserte sich bei der Passage über die Bahamas die Konvektion und während das System Florida überquerte, baute sich an der Oberfläche eine Zirkulation auf. Es wird angenommen, dass sich das Tiefdruckgebiet am 14. August zum Tropischen Sturm Erika intensiviert hat, als es etwa 140 km westsüdwestlich von Fort Myers, Florida lag. Ein starker Rücken zwang den Sturm dazu, rasch westwärts zu ziehen, und das System organisierte sich rasch besser. Die Zuggeschwindigkeit nahm am 15. August ab und erlaubte der Konvektion die Bildung von Regenbändern. Im Tagesverlauf bildete sich ein Auge. Gegen 10:30 Uhr UTC erreichte Erika Hurrikanstärke und zog im Nordosten von Tamaulipas über Land; im operativen Betrieb war Erika jedoch nicht als Hurrikan klassifiziert, da die entsprechenden Daten fehlten. Über dem bergigen Gelände im Nordosten Mexikos schwächte sich das System rasch ab und löste sich am Morgen des 17. August auf.
Auf seinem Zugweg verursachte der Sturm leichten bis mäßigen Regen, der teilweise zu Überschwemmungen führte; in Montemorelos in Nuevo León starben zwei Personen, als sie durch Flutwasser ¨mitgerissen wurden. Mehrere Schlammlawinen wurden gemeldet, wodurch zahlreiche Landstraßen blockiert und unpassierbar wurden. Im Süden von Texas verursachte der Hurrikan leichten Wind und geringe Schäden. Aus den Vereinigten Staaten wurden dem NHC keine Personenschäden gemeldet.

### Tropisches Tiefdruckgebiet Neun
Eine starke tropische Welle löste sich am 14. August von der Küste Westafrikas, wanderte stetig nach Westen und organisierte sich am 18. August besser. Nachdem die Welle über die Inseln über dem Winde hinweg gezogen war, entwickelte sie sich südlich von Puerto Rico am 21. August zum Tropischen Tiefdruckgebiet Neun. Das Tiefdruckgebiet entwickelte rasch Anzeichen weiterer Organisation und die Meteorologen sagten die Intensivierung zu einem starken tropischen Sturms voraus. Starke südwestliche Windscherung wirkte sich jedoch unerwartet auf das System aus, und das Tiefdruckgebiet degenerierte am 22. August südlich der Ostspitze der Dominikanischen Republik in eine offene tropische Welle.
Das Resttief führte in der Dominikanischen Republik zu leichten bis mäßigen Regenfällen, die Sturzfluten verursachten und Flüsse über die Ufer steigen ließen. Mehr als einhundert Häuser wurden überschwemmt. Es wurden auch Schäden aus der Landwirtschaft gemeldet. Der Regen war allgemein willkommen, da in den vorangegangenen Monaten Trockenheit geherrscht hatte. Auch im östlichen Jamaika traten Überflutungen auf; von dort gibt es jedoch keine Schadensberichte.

### Hurrikan Fabian
Am 25. August löste sich eine tropische Welle von der Küste Westafrikas, die zwei Tage später ausreichend Konvektion organisiert hatte, um als Tropisches Tiefdruckgebiet Zehn klassifiziert zu werden. Das System zog über warmes Wasser und war leichter vertikaler Windscherung ausgesetzt, sodass es sich am 28. August zum tropischen Sturm intensivierte. Am 30. August verstärkte sich der Sturm zu einem Hurrikan, der noch im Tagesverlauf zum schweren Hurrikan wurde. Am 1. September erreichte Fabian mit Windgeschwindigkeiten von 230 km/h seine größte Intensität. Der Hurrikan drehte nach Norden und schwächte sich kontinuierlich ab, bevor er mit Windgeschwindigkeiten von 180 km Bermuda am 5. September 23 km westlich passierte. Die Vorwärtsgeschwindigkeit nach Nordwesten beschleunigend, gelangte der Sturm in eine Umgebung, die ungünstig war. Fabian wurde am 8. September außertropisch und verschmolz zwei Tage später zwischen Grönland und Island mit einem weiteren außertropischen Sturm.
Starke Wellen verursachten ausgedehnte Schäden an der Küste von Bermuda, wodurch zehn Nistplätze des gefährdeten Bermuda-Sturmvogels zerstört wurden. Durch die Sturmflut wurden zwei Fahrzeuge mit insgesamt vier Personen auf The Causeway zwischen Saint George’s Parish und Saint David’s Island eingeschlossen; beide Fahrzeuge wurden dann in den Castle Harbour gespült, wodurch die Insassen getötet wurden. Der starke Wind verursachte einen Stromausfall für etwa 25.000 Inselbewohner und führte zu schweren Schäden an der Vegetation. Bei zahlreichen Gebäuden auf der Insel wurden die Dächer beschädigt, Der Schaden auf der Insel summierte sich auf 300 Millionen US-Dollar (2003). Ein Surfer wurde durch den Wellengang in North Carolina getötet, drei Fischer ertranken vor Neufundland, als ihr Boot sank.

### Tropischer Sturm Grace
Eine starke tropische Welle, die von einem Tiefdruckgebiet begleitet wurde, bewegte sich am 19. August vor der westafrikanischen Küste und zog schnell westwärts, wobei sie es zunächst nicht schaffte, sich wesentlich zu organisieren. Zehn Tage später war das System im Golf von Mexiko angekommen und bildete ein bodennahes Tiefdruckgebiet aus. Die Konvektion nahm zu und die Welle wandelte sich am 30. etwa 540 km ostsüdöstlich von Corpus Christi, Texas in das elfte tropische Tiefdruckgebiet der Saison. Tief Elf intensivierte sich rasch zum Tropischen Sturm Grace, die weitere Entwicklung war allerdings durch die Nähe eines Höhentroges begrenzt. Am 31. August zog Grace bei Galveston Island über Land. Der Sturm drehte nordostwärts und wurde über dem äußersten Osten von Oklahoma am 2. September von einer Kaltfront absorbiert.
Das Gebiet zwischen Texas und den östlichen Vereinigten Staaten verzeichnete durch Grace leichten bis mäßigen Niederschlag, der mit 263 mm im Osten von Texas seinen Höhepunkt erreichte. In der Nähe des Landfalls verursachte Überflutungen niedriggelegener Gebiete und leichte Küstenerosion. In Oklahoma und im südlichen Missouri, führte das Resttief zu örtlichen Sturzfluten. Im Zusammenhang mit Grace wurden keine Toten gemeldet, der Sachschaden war minimal.

### Tropischer Sturm Henri
Am 22. August löste sich eine tropische Welle von der westafrikanischen Küste, die bis zum Erreichen des östlichen Golf von Mexiko am 1. September unorganisiert blieb. Die tropische Störung entwickelte sich etwa 480 km westlich von Tampa, Florida am 3. September zum Tropischen Tiefdruckgebiet Zwölf. Das System zog ostwärts und verstärkte sich am 5. September zum tropischen Sturm, der den Namen Henri erhielt. Dieser intensivierte sich trotz kräftiger Windscherung und erreichte mit 95 km/h im Tagesverlauf seinen Höhepunkt. Henri schwächte sich nachfolgend deutlich ab und traf als tropisches Tiefdruckgebiet auf die Westküste Floridas. Das System zerfiel am 8. September vor der Küste von North Carolina zu einem Resttief, und nachdem es bei Cape Hatteras an Land gelangte, überquerte es noch die mittleren Ostküstenstaaten und löste sich am 17. September über Neuengland auf.
Henri war in Florida für örtlich heftige Niederschläge verantwortlich, der Schaden war jedoch gering. Das Resttief sorgte in Delaware und Pennsylvania für ebenfalls starke Regenfälle, die zu Sachschäden von 19,6 Millionen US-Dollar (2003) führten. In Delaware führte der Regen teilweise zu Rekord-Hochwasser, Teile des Red Clay Creeks verzeichneten ein 500-jähriges-Hochwasser und 109.000 Einwohner Pennsylvanias verloren die Versorgung mit elektrischer Energie. Die Auswirkungen des Sturms in der Region wurden in der Woche nach dem Durchzug von Henri durch Hurrikan Isabel verstärkt.

### Hurrikan Isabel
Eine tropische Welle, die sich am 1. September von der Küste Westafrikas löste, entwickelte sich am 6. September südwestlichen der Kapverdischen Inseln in das Tropische Tiefdruckgebiet Dreizehn. Es intensivierte sich rasch zum Tropischen Sturm Isabel, und intensivierte sich aufgrund leichter Windscherung und warmer Meeresoberfläche stetig weiter. Isabel erreichte am 7. September Hurrikanstärke und wurde am darauffolgenden Tag mit Erreichen der Kategorie 3 auf der Saffir-Simpson-Hurrikan-Windskala zu einem schweren Hurrikan. Die Intensität schwankte auf der Zugbahn nördlich der Inseln über dem Winde etwas, aber am 11. September erreichte Isabel mit Windgeschwindigkeiten von 270 km/h den Höhepunkt als Hurrikan der Kategorie 5. In den nächsten vier Tagen wechselte Hurrikan Isabel mehrfach zwischen Kategorie 4 und 5 hin und her, bevor er wegen Windscherung schließlich an Kraft verlor. Beim Landfall am 18. September zwischen Cape Lookout und Ocracoke Island in North Carolina erreichte Isabel noch eine Windgeschwindigkeit von 165 km/h. Der Sturm setzte seinen Weg nach Nordwesten fort. Isabel wurde über dem Westen Pennsylvanias außertropisch und am 19. September über Ontario von einem größeren Sturm absorbiert.
Die Starkwinde reichten von North Carolina bis nach Neuengland und westwärts bis nach West Virginia. Sie sorgten in Verbindung mit dem Regen, der die Erde durchweichte, für Stromausfälle bei sechs Millionen Verbrauchern, da Bäume entwurzelt und Stromleitungen heruntergerissen wurden. Gebiete an der Küste wurden durch Wellen und die Sturmflut beschädigt, besonders betroffen waren die Küsten im Osten des Bundesstaates North Carolina und das südöstliche Virginia. Die Sachschäden entlang der Zugbahn des Hurrikans summierten sich auf 3,6 Milliarden US-Dollar (2003) und 47 Personen wurden durch die Auswirkungen des Hurrikans getötet, davon waren 16 Opfer direkt durch den Sturm verursacht.
Die Gouverneure von Pennsylvania, West Virginia, Maryland, New Jersey und Delaware erklärten für den jeweiligen Bundesstaat den Notstand. Isabel war der erste schwere Hurrikan an der Ostküste der Vereinigten Staaten seit Hurrikan Floyd im September 1999. Isabel war besonders schwerwiegend durch die Schäden aufgrund von Sturzfluten, Hochwasser und Wind. In manchen Gebieten von Virginia waren die Auswirkungen die schlimmsten seit 1972, als Hurrikan Agnes die Ostküste heimgesucht hatte. Insgesamt waren mehr als 60 Millionen Menschen mehr oder weniger von den Auswirkungen Isabels betroffen, mehr als durch jeden anderen Hurrikan, mit Ausnahme von Hurrikan Floyd.

### Tropisches Tiefdruckgebiet Vierzehn
Eine starke tropische Welle konnte, schon kurz nachdem sie sich am 6. September von der afrikanischen Küste gelöst hatte, eine ausgedehnte Zirkulation an der Oberfläche aneignen. Die Windbedingungen in der Höhe waren günstig und das System organisierte sich rasch besser, so dass es am 8. September als Tropisches Tiefdruckgebiet Vierzehn klassifiziert wurde. Es befand sich zu diesem Zeitpunkt etwa 465 km südöstlich der südlichsten Insel des Kapverdischen Archipels. Zunächst schaffte es das Tiefdruckgebiet nicht, einen inneren Kern mit tiefer Konvektion zu unterhalten, aber trotz des Vorhandenseins trockener Luft in der näheren Umgebung wurde eine Intensivierung zum Hurrikan aufgrund der Annahme des Eintretens von günstigeren Bedingungen vorausgesagt.
In den Stunden nach der Bildung des Tiefdrucksystems nahm die Konvektion ab, weil die Bandstrukturen sich aufgelöst hatten. Oberhalb des Tiefdruckgebietes wurde die Luft trockener, und am 9. September sagte das National Hurricane Center nur noch eine Intensivierung zu einem minimalen tropischen Sturm voraus. Im Tagesverlauf zog ein Höhentief westlich des Systems südwärts und erhöhte dadurch die Windscherung. Es sorgte auch für eine stetig nordnordwestliche Zugrichtung. Die Zirkulation wurde in die Länge gezogen und von der Konvektion getrennt, als sich das System gerade westlich der Kapverden befand. wo das System heftige Regenfälle bewirkte, Am 10. September löste sich das Tiefdruckgebiet auf.

### Hurrikan Juan
Eine weitere ausgedehnte tropische Welle löste sich am 14. September von der westafrikanischen Küste, blieb aber aufgrund ungünstiger Windscherung zunächst unorganisiert. Die Konvektion nahm in einem Teil des Systems zu und intensivierte sich am 24. September südöstlich von Bermuda zum Tropischen Tiefdruckgebiet Fünfzehn. Es wurde kontinuierlich stärker und am nächsten Tag zum Tropischen Sturm Juan erklärt. Hurrikanstärke erreichte Juan am 26. September. Durch die warme Wasseroberfläche und aufgrund nur leichter Windscherung erreichte Juan seinen Höhepunkt am 27. September etwa 1020 km südlich von Halifax, Nova Scotia. Juan beschleunigte seine Wanderung nach Norden, sodass der Hurrikan nur wenig an Kraft verlor, bevor er bei Halifax mit einer Windgeschwindigkeit von 160 km über die Küste von Nova Scotia hinweg zog. Bei der Überquerung der südlichen Seeprovinzen verlor Juan jedoch schnell an Stärke und wurde über dem Sankt-Lorenz-Golf von einer großen außertropischen Zyklone absorbiert.
Als die Eyewall des Hurrikans direkt über Halifax hinweg zog, war dies das erste Mal, dass dies seit August 1893 wieder geschah; der Wirbelsturm wurde so zu einem der zerstörendsten tropischen Wirbelstürme in der modernen Geschichte der Stadt. Die Sturmflut erreichte einen Stand von 1,5 m über dem normalen Hochwasser und führte dadurch verbreitet zu Überflutungen der am Ufer liegenden Grundstücke in Halifax und Dartmouth. Der starke Wind führte zum Umstürzen von Bäumen, riss Stromleitungen herunter und beschädigte zahlreiche Häuser. Insgesamt war der Hurrikan für vier direkte und vier indirekte Opfer verantwortlich. Mehr als 800.000 Bewohner waren zeitweise ohne elektrische Energie. Die Sturmschäden konzentrieren sich weitgehend auf die Gebiete östlich der Zugbahn des Hurrikanzentrums. Die Sachschäden beliefen sich auf 200 Millionen Kanadische Dollar (2003; damals etwa 150 Millionen US-Dollar).

### Hurrikan Kate
Kate entwickelte sich am 25. September im mittleren tropischen Atlantischen Ozean aus einer tropischen Welle. Der Sturm wanderte nordwestwärts, bis ihn eine Schwäche in der Subtropenfront nach Osten zwang. Kate intensivierte sich zu einem Hurrikan, machte eine scharfe Wendung nach Westen und verstärkte sich zu einem schweren Hurrikan, der am 4. Oktober Windgeschwindigkeiten von 205 km/h erreichte. Kate drehte dann abrupt nach Norden und wanderte an der Peripherie einer Antizyklone entlang. Nachdem Kate östlich an Neufundland vorbeigezogen war, wurde der Sturm außertropisch. Als solcher zog das System drei Tage lang nach Osten, bevor es sich in der Nähe der Küsten Skandinaviens auflöste.
Kate bedrohte die kanadischen Seeprovinzen nur eine Woche, nachdem Hurrikan Juan in Nova Scotia schwere Schäden verursacht hatte, hatte jedoch nur geringe Auswirkungen auf Land. Über Neufundland wurden mäßig starke Winde und schwere Niederschläge beobachtet; St. John’s meldete am 6. Oktober eine Regenmenge von 45 mm, einen Rekordwert für das Datum. Der gegenseitige Einfluss durch Kate und ein nördlich davon liegendes Hochdruckgebiet führte an den Küsten von North Carolina und Neuengland zu einer Wellenhöhe von rund einem Meter.

### Tropischer Sturm Larry
Eine tropische Welle, die sich am 17. September von der westafrikanischen Küste gelöst hatte, entwickelte sich am 27. September im westlichen Karibischen Meer zu einem Tiefdruckgebiet. Sie wanderte am 29. September an der Halbinsel Yucatán entlang und verstärkte sich durch den Einfluss einer stationären Kaltfront. Die Konvektion nahm zu, sodass der Sturm tropische Eigenschaften entwickelte und am 1. Oktober als Tropischer Sturm Larry klassifiziert wurde. Der Sturm triftete stetig südwärts und zog, nachdem er mit Windgeschwindigkeiten von 100 km/h seinen Höhepunkt erreichte, im mexikanischen Bundesstaat Tabasco am 5. Oktober über Land; es war der erste Landfall in diesem Bundesstaat seit dem Tropischen Sturm Brenda 1973. Larry überquerte den Isthmus von Tehuantepec und gelangte als Resttief in den östlichen Pazifischen Ozean, das sich am 7. Oktober auflöste.
Der Sturm lud auf dem mexikanischen Festland heftige Niederschläge ab, deren Höchstwert mit 630 mm im Bundesstaat Juarez gemessen wurde. Der Regen führte zu Schlammabgängen und weiteren Sachschäden, die auch im Zusammenhang mit zwei tropischen Stürmen, Nora und Olaf, der pazifischen Hurrikansaison standen. Insgesamt werden fünf Tote dem Durchzug Larrys zugeschrieben und der Sachschaden wird mit 53,4 Millionen US-Dollar angegeben (2003).

### Tropischer Sturm Mindy
Eine tropische Welle löste sich am 1. Oktober von der afrikanischen Küste und zog westwärts. Sie begann mit der Organisierung, als sie in das Karibische Meer eingetreten war. Trotz starker südwestlicher Windscherung, entwickelte sich über dem Osten Hispaniolas eine geschlossene bodennahe Zirkulation und spät am 10. Oktober intensivierte sich das System zum Tropischen Sturm Mindy, als es gerade so vor der Küste der Dominikanischen Republik lag. Direkt nach der Entstehung erreichte Mindy mit Windgeschwindigkeiten von 75 km/h seine größte Intensität. Starke vertikale Windscherung schwächte Mindy weitgehend ab. Nach einer Wende in nordöstlicher Richtung löste sich das System am 14. Oktober etwa 715 km südsüdwestlich von Bermuda auf.
Noch als tropische Welle sorgte das System auf den nördlichen Inseln über dem Winde für den so benötigten Niederschlag, der in Saint Lucia 50–100 mm betrug und Antigua einen zweitägigen Dauerregen brachte. In Puerto Rico verursachte der Regen Erdrutsche und den Einsturz von Brücken. In der Dominikanischen Republik war der Niederschlag mäßig und ließ Flüsse über die Ufer treten. In der Provinz Santiago Rodríguez wurden etwa 320 Häuser bis zu einem halben Meter mit Schlamm überflutet.

### Tropischer Sturm Nicholas
Aus einer tropischen Welle entwickelte sich am 13. Oktober im mittleren tropischen Atlantischen Ozean das System, das schließlich als Tropischer Sturm Nicholas seine größte Stärke erreichte. Die Entwicklung von Nicholas war langsam, weil während der Existenz des Systems die Windscherung laufend mäßige Stärke erreichte. Die Konvektion organisierte sich langsam und am 17. Oktober erreichte der Sturm mit 110 km/h seine Spitzenintensität. Den größten Teil seines Lebens zog Nicholas west-nordwestwärts, drehte dann aber aufgrund stärkerer Windscherung nordwärts und wurde schwächer. Der Sturm konnte zwar nochmals für kurze Zeit an Stärke gewinnen, als er erneut nach Westen zog, nach einer abermaligen Wende nach Norden erfolgte am 24. Oktober eine Abschwächung und Nicholas ging in einen außertropischen Sturm über. Als außertropisches Tief schlug Nicholas einen großen Bogen nach Westen. Er zog eine Woche herumirrend in diese Richtung, organisierte sich erneut in ein tropisches Tiefdruckgebiet, das von einem außertropischen Tiefdruckgebiet absorbiert wurde. Dieses System überquerte Florida und löste sich schließlich am 5. November über der US-amerikanischen Golfküste auf.
Nicholas hatte als tropischer Wirbelsturm keine Auswirkungen. Die Folgen des Tiefdruckgebietes, das den Sturm absorbiert hatte, waren auf Regenfälle, Sturmböen und eine raue Brandung beschränkt. Dieses Tief intensivierte sich beinahe in einen tropischen Sturm, der den Namen Odette erhalten hätte, mäßige Windscherung hat diese Entwicklung jedoch verhindert.

### Tropischer Sturm Odette
Odette war ein seltener tropischer Sturm im Dezember, der erste seit Hurrikan Lili 1984. Odette bildete sich am 4. Dezember im südwestlichen Karibischen Meer. Nach einer Intensivierung zog Odette in der Nähe von Cabo Falso in der Dominikanischen Republik am 6. Dezember als ein mäßig starker tropischer Sturm über Land. Einen Tag später wurde Odette außertropisch und verband sich einer Kaltfront.
Acht Tote werden diesem tropischen Sturm in der Dominikanischen Republik direkt zugeschrieben; sie wurden durch Sturzfluten und Erdrutsche verursacht. Hinzu kamen zwei indirekte Todesfälle. Etwa 35 % der Bananenernte des Staates wurde vernichtet. In Puerto Rico wurde leichter bis mäßiger Niederschlag verzeichnet.

### Tropischer Sturm Peter
Peter war ein kurzlebiger Sturm, der schon deswegen außergewöhnlich war, weil es sich um den zweiten Sturm der Hurrikansaison 2003 handelte, der sich im Dezember gebildet hat – dies war seit der Saison 1887 nicht mehr geschehen. Außerdem war Peter erst der zweite Sturm, der seit Einführung des Namenssystems 1950 den Buchstaben 'P' erreicht. Insgesamt ist dies nur fünfmal eingetreten, die anderen Stürme waren Pablo (1995), Philippe (2005 und 2011) und Paloma (2008).
Peter entwickelte sich am 7. Dezember aus einem außertropischen Sturmsystem zunächst zum subtropischen Sturm. Am 9. Dezember hatte sich Peter zu einem starken tropischen Sturm entwickelt, der beinahe Hurrikanstärke erreichte. Die Organisation hielt nicht an und Peter wurde am 11. Dezember wieder außertropisch und wurde durch eine Kaltfront absorbiert. Im Zusammenhang mit Peter wurden keine Sach- oder Personenschäden gemeldet. Mit der Bildung von Peter wurde die Hurrikansaison 2003 zur aktivsten Sturmsaison im Atlantischen Ozean seit der Hurrikansaison 1995, wenn man die Zahl der Stürme als Maßstab nimmt.